# گوردون میلن
گوردون میلن (به انگلیسی: Gordon Milne) بازیکن فوتبال زادهٔ ۲۹ مارس ۱۹۳۷ اهل انگلستان بود که سابقهٔ بازی در تیم ملی فوتبال انگلستان را در کارنامهٔ خود دارد. وی در تاریخ ۸ مه ۱۹۶۳ نخستین بازی ملی خود را در مقابل تیم ملی فوتبال برزیل انجام داد و با حضور در ۱۴ بازی ملی، در تاریخ ۲۱ اکتبر ۱۹۶۴ واپسین بازی ملی‌اش را در برابر تیم ملی فوتبال بلژیک برگزار کرد.